# Gum (namn)
För andra betydelser, se GUM (olika betydelser).
Gum är ett namn som bärs av både kvinnor och män i förnamn, det är dessutom ett efternamn. I Sverige fanns det den 31 december 2008 35 kvinnor och 31 män som bar Gum som förnamn och 8 personer som bar det som efternamn enligt Namndatabasen.